# Therese Klompenhouwer
Therese Klompenhouwer (Nijkerk, 3 januari 1983) is een Nederlandse carambolebiljartster die is gespecialiseerd in het driebanden. Sinds 2010 staat ze nr. 1 op de wereldranglijst bij de dames. Ze wordt ook wel de koningin van het Driebanden genoemd of "The Queen", wat volgens haar website haar bijnaam is. Zij begon op 8-jarige leeftijd te biljarten in het biljartcafé van haar vader in de spelsoort libre. Ze stapte op 19-jarige leeftijd over naar driebanden groot en werd al gauw opgenomen in de nationale selectie van de KNBB onder leiding van Christ van der Smissen. Vandaag de dag zit zij nog steeds bij de selectie, maar nu onder leiding van Raimond Burgman.

## Carrière
Ze behaalde tot dusverre in de categorie driebanden groot voor vrouwen vijf keer de wereldtitel (in oktober 2014 in Sinop (Turkije), in augustus 2016 in Guri (Zuid-Korea), in september 2018 in Izmir (Turkije)), in oktober 2019 in Valencia en in september 2022 in Heerhugowaard), tien Europese en zestien Nederlandse titels. Ze won in 2013, 2015 en 2017 de Jennifer Shim International, alle drie keren door in de finale de Japanse viervoudig wereldkampioene Orie Hida te verslaan. Haar grootste concurrentes op mondiaal niveau zijn naast Orie Hida de Zuid-Koreaanse Shin Young Lee en op nationaal niveau Karina Jetten. 
De KNBB onderscheidde haar op 13 januari 2018 met de ereklasse badge (vanwege haar 10 nationale titels).
In januari 2019 ontving ze uit handen van minister Bruno Bruins een koninklijke onderscheiding, ridder in de Orde van Oranje-Nassau.

## Palmares
- 5× wereldkampioene in 2014 (Tur), 2016 (Kor), 2018 (Tur), 2019 (Spa) en 2022 (Ned)
- 3× winnares Jennifer Shim International in 2013, 2015 en 2017 (zilver in 2019)
- 10× Europees kampioene in 2005, 2007, 2009, 2011, 2013, 2015 , 2019, 2020, 2022. 2023
- 2× Winnares van de Ladies Cup 2016 en 2017
- 16× Nederlands kampioene in 2004, 2009, 2010, 2011, 2012, 2013, 2014, 2015, 2016, 2017, 2018, Mariënberg (NED) 2019, 2020, 2021, 2022 en 2023.
- Winnares AEJ Femina Belgian Open in Halle-Zoersel, België 2013